# Perdita distropica
Perdita distropica är en biart som beskrevs av Timberlake 1956. Perdita distropica ingår i släktet Perdita och familjen grävbin. Inga underarter finns listade i Catalogue of Life.